# Raymundo González
Raymundo González, auch bekannt unter dem Spitznamen El Pelón (spanisch für „Die Glatze“), ist ein ehemaliger (vermutlich mexikanischer?) Fußballspieler auf der Position eines Stürmers.

## Leben
González spielte von 1945 bis 1949 für den CD Veracruz, mit dem er 1946 die mexikanische Fußballmeisterschaft und 1948 den mexikanischen Pokalwettbewerb gewann. Insbesondere in den drei Spielzeiten zwischen 1945/46 und 1947/48 war „Pelón“ González ein äußerst gefährlicher Torschütze, der insgesamt 75 Treffer in den Meisterschaftsspielen erzielte. Auch im Pokalfinale 1948 war González mit seinen beiden Treffern zum 1:1-Ausgleich und 3:1-Endstand der „Matchwinner“ gegen den Club Deportivo Guadalajara.
Anschließend stand González noch während zwei Spielzeiten beim CD Oro und 1951/52 beim CD Zacatepec unter Vertrag.